# Karl Gottlob Zumpt
Karl Gottlob Zumpt, nome latinizzato: Carolus Timotheus Zumptius (Berlino, 1º aprile 1792 – Karlsbad, 25 giugno 1849), è stato un filologo classico e latinista tedesco.

## Biografia
Fece gli studi universitari ad Heidelberg e a Berlino e trasse profitto dallo studio delle lingue e delle letterature classiche grazie all'insegnamento di Wolf, Heindorf e Boeckh. Conseguito il dottorato, insegnò fino al 1821 nel Gymnasium Friedrichwerdersche di Berlino. Nel 1818 pubblicò unaGrammatica latina che ebbe molto successo; ristampata più volte, fu la più popolare grammatica in Germania fino a quando non comparve quella del Madvig (1844). 
Nel 1825 fu nominato professore presso il Gymnasium Joachimsthalsches e nel 1826 docente di storia presso la Berliner Militärakademie, l'accademia militare di Berlino. Nel 1827 fu chiamato all'università di Berlino dove nel 1836 fu professore straordinario di filologia classica. Nel 1835 Zumpt divenne anche membro della Preußische Akademie der Wissenschaften (Accademia prussiana delle scienze).
Zumpt curò le edizioni critiche dell'Institutio oratoria Quintiliano (1831), del De officiis e delle Verrine di Cicerone (1837), e l'Historiae Alexandri Magni Macedonis di Curzio Rufo. Sembra essere suo il primo stemma codicum mai disegnato, quello delle Verrine. Si dedicò inoltre anche alla storia romana pubblicando in particolare la Annales veterum regnorum et populorum imprimis Romanorum, una cronologia della storia di Roma fino al 476 d.C.
Fu zio di August Wilhelm Zumpt, il quale ne scrisse una biografia in lingua latina.

## Opere
- M. Fabii Quintiliani institutionis oratoriae: libri duodecim: ad fidem codicum manu scriptorum, recensuit Car. Timoth. Zumptius, Lipsiae: Sumptibus Fr. Chr. Guil. Vogelii, 1831
- M. Tullii Ciceronis Verrinarum libri septem, ad fidem codicum manu scriptorum recensuit et explicavit Car. Timoth. Zumptius, Berolini: Ferd. Dummler, 1831
- Auszug aus K.G. Zumpt's Lateinischer Grammatik: zum gebrauche fur untere und mittlere klassen gelehrter schulen, Berlin: F. Dummler, 1836
- Decretum municipale Tergestinum de honore Fabii Severi secundum veterem lapidem denuo recensitum et illustratum, Berolini: Duemmlerum, 1837
- Lateinische Grammatik, Berlin: bei F. Dummler, 1837
- M. Tullii Ciceronis De officiis libri tres / ad solam priscorum exemplarium fidem recensuit adiectisque Io. Michaelis Heusingeri et suis adnotationibus explicatiores editurus erat Jacobus Fridericus Heusinger, Brunsvigae: Vieweg, 1838
- Uber den Stand der Bevolkerung und die Volksvermehrung im Alterthum: eine in der Konigl. Preussischen Akadademie der Wissenschaften gelesene Abhandlung, Berlin: F. Dummler, 1841
- Des Q. Horatius Flaccus Satiren; erklart von L. F. Heindorf; neu bearbeitet von E. F. Wustemann; mit einer Abhandlung von C. G. Zumpt, Leipzig: F.L. Herbig, 1843
- Aufgaben zum Uebersetzen aus dem Deutschen ins Lateinische: aus den besten neuern lateinischen Schriftstellern gezogen, Berlin: F. Dummler, 1844
- De legibus iudiciisque repetundarum in republica romana: commentationes duae lectae in consessibus academiae litt. reg. bertolinensis, Bertolini: Dummler, 1845
- Q. Curtii Rufi De gestis Alexandri Magni regis Macedonum, libri qui supersunt octo; recensuit et commentario instruxit Car. Timoth. Zumptius; accedit tabula geographica expeditionum regis Alexandri, Brunsvigae: apud Fr. Vieweg et filium, 1849
- Annales veterum regnorum et populorum imprimis Romanorum, confecti a Carolo Timotheo Zumptio, Berolini: F. Dummler, 1862